# Montemarano
Montemarano ist eine Gemeinde mit 2604 Einwohnern (Stand 31. Dezember 2023) in der italienischen Provinz Avellino in Kampanien. Sie liegt etwa 24 Kilometer östlich der Provinzhauptstadt Avellino.  Der Ort ist Teil der Bergkommune Comunità Montana Terminio Cervialto.

## Geografie
Ihre Nachbargemeinden sind Cassano Irpino, Castelfranci, Castelvetere sul Calore, Montella, Nusco, Paternopoli, und Volturara Irpina.

## Infrastruktur
Der Ort ist über die Staatsstraße 7 zu erreichen.
Der Bahnhof Montemarano liegt einige Kilometer östlich des Ortes an der im Personenverkehr nicht mehr betriebenen Bahnstrecke Avellino–Rocchetta Sant’Antonio.

## Städtepartnerschaften
- Melpignano

## Demographie
Mitte des 19. Jahrhunderts lebten im Ort weniger als 2500 Menschen. Bis ins Jahr 1951 stieg die Einwohnerzahl auf 5380. Seither war eine kontinuierliche Verringerung zu verzeichnen.

## Persönlichkeiten
- Joe Adonis alias Giuseppe Antonio Doto (1902–1971), Mafiosi
- Walter Novellino (* 1953), Fußballspieler und -trainer